# Ludiinae
Ludiinae (лат.) — подсемейство павлиноглазок.

## Распространение
Тропическая Африка.

## Классификация
В подсемейство включают следующие роды:
- Carnegia
- Goodia
- Ludia
- Micragone
- Orthogonioptilum
- Pseudoludia
- Vegetia